# Marju Lauristin
Marju Lauristin (ur. 7 kwietnia 1940 w Tallinnie) – estońska wykładowczyni akademicka, socjolog, profesor, a także polityk. Posłanka do Riigikogu, minister, pierwsza przewodnicząca estońskich socjaldemokratów, deputowana do Parlamentu Europejskiego VIII kadencji (2014–2017).

## Życiorys
Ukończyła w 1966 studia z zakresu filologii estońskiej na Uniwersytecie w Tartu. Od 1962 pracowała w redakcji estońskiego radia. W 1976 obroniła doktorat na Uniwersytecie Moskiewskim. Zawodowo związana z macierzystą uczelnią, gdzie doszła do stanowiska profesora, prowadząc zajęcia z dziennikarstwa i komunikacji społecznej. W 2005 została profesorem emerytowanym.
W latach 1968–1990 należała do Komunistycznej Partii Związku Radzieckiego. W 1988 razem z Edgarem Savisaarem zainicjowała powstanie Frontu Ludowego, głównej siły estońskiego ruchu niepodległościowego. W 1990 została przewodniczącą nowo powstałej Estońskiej Partii Socjaldemokratycznej, którą kierowała do 1995. Od 1990 zasiadała w Radzie Najwyższej Estońskiej SRR, następnie do 1995 i ponownie w latach 1999–2003 sprawowała mandat deputowanej do Riigikogu. Od 1992 do 1994 była ministrem spraw społecznych. W 2004 powołana w skład rady Uniwersytetu Narodów Zjednoczonych.
W 2014 powróciła do działalności politycznej, w wyborach europejskich w tymże roku z ramienia socjaldemokratów została wybrana do Europarlamentu VIII kadencji. W 2017, po wyborach samorządowych i wejściu w skład rady miejskiej w Tartu, złożyła rezygnację z mandatu europosłanki.

## Odznaczenia
- Medal Rady Bałtyckiej – 2006[6]